# Last Man Standing (1996)
Last Man Standing is een Amerikaanse actiefilm uit 1996 geregisseerd door Walter Hill en met Bruce Willis, Christopher Walken en Bruce Dern in hoofdrollen. De film is een remake van de Japanse samoerai-film Yojimbo (1961). Eerder kreeg die film al een remake met de spaghettiwestern A Fistful of Dollars (1964). Last Man Standing verplaatst het plot van de twee voorafgaande films naar een gangster/film noir-setting ten tijde van de Amerikaanse drooglegging in de jaren 30.

## Plot
Een mysterieuze vreemdeling arriveert rond 1930 in een plattelandsstadje in Texas. De stad wordt verscheurd door de strijd tussen twee misdaadfamilies: een Italiaanse en een Ierse gangsterbende. De vreemdeling ziet er zijn voordeel in en biedt zijn diensten eerst aan de ene organisatie aan, om vervolgens over te lopen naar de andere familie. Hierdoor weet hij de twee gangsterbendes tegen elkaar uit te spelen om er vervolgens zelf met de buit vandoor te gaan. Het resultaat is een bloedig vuurgevecht.

## Rolverdeling
- Bruce Willis als John Smith
- Bruce Dern als sheriff Ed Galt
- William Sanderson als Joe Monday
- Christopher Walken als Hickey
- David Patrick Kelly als Doyle
- Karina Lombard als Felina
- Ned Eisenberg als Fredo Strozzi
- Michael Imperioli als Giorgio Carmonte
- R.D. Call als Jack McCool
- Alexandra Powers als Lucy Kolinski
- Ken Jenkins als Capt. Tom Pickett
- Ted Markland als deputy Bob
- Leslie Mann als Wanda
- Patrick Kilpatrick als Finn

## Ontvangst
De film was geen succes, van het budget van 67 miljoen dollar werd uiteindelijk slechts 47 miljoen terugverdiend. Ook de kritieken waren slecht: de film heeft een 37% score op Rotten Tomatoes en het critici-duo Gene Siskel & Roger Ebert nomineerde de film in hun top 10 van slechtste films van 1996. Veel gehoorde negatieve punten waren: een weinig origineel plot, eendimensionale karakters en een te sombere sfeer.